# 구리노역
구리노역(일본어: 栗野駅)은 일본 가고시마현 아이라군 유스이정에 위치한 규슈 여객철도 히사쓰 선의 철도역이다. 섬식 승강장 1면 2선의 구조를 갖춘 지상역이다.

## 이용 현황
| 연도 | 1일 평균 승차 인원 | 1일 평균 하차 인원 |
| ---- | ------------------ | ------------------ |
| 2007 | 210                | 419                |
| 2008 | 193                | 386                |
| 2009 | 158                | 319                |
| 2010 | 159                | 323                |
| 2011 | 157                | 319                |
| 2012 | 169                | 341                |
| 2013 | 181                | 365                |

## 역 주변
- 국도 제268호선
- 규슈 자동차도 구리노 나들목
- 유스이 정청
- 구리노다케 온센

## 역사
- 1903년 9월 5일 : 가고시마 선의 요코가와 역부터 이 역까지 연장에 의해 개설.
- 1908년 : 이노 촌 시라토리까지 삼림 궤도가 부설.
- 1921년 9월 11일 : 야마노 게이벤 선이 이 역부터 야마노까지 개업애 분기역으로 됨.
- 1922년 9월 2일 : 야마노 게이벤 선이 야마노 선으로 개칭.
- 1987년 4월 1일 : 일본국유철도 분할 민영화에 의해, 규슈 여객철도가 승계.
- 1988년 2월 1일 : 야마노 선이 폐지됨.

## 인접 역
| 히사쓰 선              | 히사쓰 선   | 히사쓰 선                  |
| ---------------------- | ----------- | -------------------------- |
| 요시마쓰 야쓰시로 방면 | ■ 히사쓰 선 | 오스미요코가와 하야토 방면 |